# William Burns (Curler)
William Burns (* 27. Februar 1878 in Stayner, Ontario; † 1. Januar 1964 in Saint-Boniface, Manitoba) war ein kanadischer Curler.
Burns spielte als Skip der kanadischen Manitoba-Mannschaft bei den III. Olympischen Winterspielen 1932 in Lake Placid im Curling. Die Mannschaft gewann die olympische Goldmedaille. Da Curling damals noch eine Demonstrationssportart war, besitzt die Medaille allerdings keinen offiziellen Status.

## Erfolge
- 1. Platz Olympische Winterspiele 1932 (Demonstrationswettbewerb)